# Режим на пълномощията
Режимът на пълномощията в Княжество България е форма на управление, при която княз Александър Батенберг суспендира Търновската конституция, ограничава избирателното право и ролята на парламента и управлява чрез укази и назначени от него правителства и Държавен съвет. Продължава от юли 1881 до декември 1883 година.

## Държавен преврат от 27 април 1881

### Мотиви
От възкачването си на престола през 1879 княз Александър Батенберг е в обтегнати отношения с Либералната партия, която държи на парламентарната система, заложена в Търновската конституция, с която е установена конституционната монархия в България. След две поредни изборни победи на либералите и разпускането на Първото обикновено народно събрание обаче той е принуден да им предостави властта през март 1880 година. Неколкократните му постъпки за суспендиране на конституцията не срещат подкрепа от Русия, която има господстващо влияние над Княжеството. Руското становище се променя едва след убийството на цар Александър II от народоволци през март 1881. Новият руски цар, Александър III, повежда реакционна политика у дома и фаворизира аналогичен обрат на политиката в България.
Основен вътрешен поддръжник на княжеските амбиции и идеолог на едноличния му режим е Консервативната партия в лицето на Константин Стоилов и Димитър Греков. В програмни документи от 1881 – 1882 година те развиват визията за централизирана власт, която дължи силата си на ограничаването на народното представителство, сдруженията и другите граждански свободи и се опира на управляваща партия, обвързана с чиновническия апарат и стопанския елит на страната.

### Развой
На 27 април (9 май по нов стил) 1881 година князът издава прокламация, с която суспендира конституцията и парламента, уволнява правителството на Петко Каравелов и назначава на негово място кабинет начело с военния министър генерал Казимир Ернрот. Същевременно Батенберг огласява намерението си да свика Велико народно събрание, което или трябва да изпълни исканията му, или да приеме абдикацията му. Останали без подкрепа от армията и представителите на Великите сили, либералите не оказват съпротива. Князът формулира исканията си на 11 май. Те включват суспендиране на Второто обикновено народно събрание, продължаване на бюджета за 1880 – 1881 с още една година и неограничени управленски пълномощия на княза за период от седем години, след който ще бъде свикано ново Велико народно събрание за преглед на Търновската конституция. При подготовката на изборите за събранието, което трябва да утвърди тези искания, правителството на Ернрот въвежда военни съдилища и строг контрол върху печата. В седмиците до самото гласуване водачите на Либералната партия (Каравелов, Драган Цанков, Петко Славейков и други) са арестувани или изправени пред съда по политически обвинения. Съпротивата на поддръжниците им във Видинско, Берковско, Севлиевско и на други места е потушена със сила. Самите избори на 14 и 21 юни протичат в условията на масови фалшификации, беззакония и насилие. На много места гласуване така и не се провежда, а в Никопол, Рахово и Плевен е въведено военно положение. Избраното по този начин Второ велико народно събрание е доминирано от Консервативната партия. На 1 юли то се свиква в Свищов и приема с овации исканите от Батенберг пълномощия.

### Международна подкрепа
Макар и да не е предупредена за конкретните намерения на княза, Русия му оказва решителна подкрепа чрез своите офицери в България, които действат като извънредни комисари под началството на Ернрот, и чрез декларации на дипломатическия агент в София Михаил Хитрово и външния министър Николай Гирс в полза на агитацията за суспендиране на конституцията. Подкрепа за преврата оказват също Германия, Австро-Унгария и Великобритания, която отхвърля постъпките на либералите за помощ.

## Вътрешни противоречия на режима
Веднага след установяването на пълномощията Ернрот подава оставка. Александър I назначава кабинет без министър-председател с водеща роля на руския полковник Арнолд Ремлинген, който оглавява министерството на вътрешните работи. Продължавайки репресивните мерки на Ернрот, новото правителство на практика задушава опозицията, но усилията му за подобряване на държавното управление са затормозени от разногласията между консерваторите и представителите на Русия по така наречения „Железопътен въпрос“.

### Железопътен въпрос
Берлинският договор налага на България да дострои недовършената жп линия Виена – Цариград чрез отсечка на своя територия. След като подкрепя преврата в Княжеството, Австро-Унгария очаква от Батенберг да изпълни този ангажимент с приоритет пред всички останали железопътни проекти. Руското правителство, което е в съюзни отношения с австрийското, подкрепя претенциите му. Същевременно обаче руските поддръжници на режима в Княжеството настояват за предимство на проекта за железница от София до Русе, която, наред с развитието на корабоплаването по Дунав, би осигурила удобни транспортни връзки между Княжеството и Русия. В едно от първите заседания на правителството след установяването на пълномощията Ремлинген и Хитрово се опитват да издействат без търг концесия за построяване на линията от руските предприемачи Гинсбург и Струве, но опитът им е париран от консерваторите, които предпочитат български изпълнител. Спорът се проточва през целия период от съществуването на режима. В крайна сметка конкурентите за проектираната концесия се разбират помежду си, но тя така и не се осъществява, поради ограничените финансови възможности на българската държава и невъзможността на руското правителство да гарантира заем за изпълнението ѝ.

### Сформиране на Държавния съвет
Разногласията по железопътния въпрос карат Хитрово да потърси опора в част от либералите, които се показват готови за компромис с княжеския режим. За да им осигури властови позиции, руският дипломатически агент налага на княза да одобри предложението на Марин Дринов за избиране на ⅔ от членовете на висшия орган на новия режим – Държавния съвет, въпреки че Батенберг и консерваторите предпочитат Съветът да се състои изцяло от назначени лица. Противно на очакванията, проведените през ноември избори за попълване на Съвета са спечелени от Консервативната партия. Либералите не успяват да ѝ се противопоставят, поради дезорганизацията след преврата и нежеланието на голяма част от водачите им да сътрудничат на неконституционното управление. За да намали ефекта от победата на консерваторите, Ремлинген се опитва да манипулира изборните резултати. Това и нападките срещу него от консерваторския вестник „Български глас“ водят до открит конфликт между управляващия вътрешното министерство и консерваторите, който налага намесата на княза. На 31 декември 1881, едновременно с назначаването на Държавния съвет, Батенберг извършва промени в правителството, като назначава на мястото на Ремлинген консерватора Григор Начович.

### Политическа криза през 1882
Отстраняването на руския офицер от вътрешното министерство е последвано от засилена агитация срещу пълномощния режим. Под ръководството на Драган Цанков и Марко Балабанов умерените либерали приемат възможността за поправки в конституцията, но настояват те да бъдат извършени от парламент, излъчен чрез свободни избори. В края на февруари 1882 се стига до бунтове в Кнежа и други села в района на Рахово. Въпреки интернирането на Цанков във Враца, законовото ограничаване на събранията и други репресивни мерки, Начович не успява да спре вълненията, които се разрастват през март и април и вземат насока не само срещу правителството, но и срещу самия княз. За да закрепи разклатения си авторитет, Александър I търси подкрепа от Петербург. Русия откликва като изпраща в София двама генерали – Александър Каулбарс, който оглавява военното министерство, и Леонид Соболев, който става министър-председател и министър на вътрешните работи на 23 юни.

## Управление на Соболев
В началото на управлението си Соболев предприема действия за засилване на монархическия институт и на стопанските връзки между България и Русия. Непримиримите либерали (като Захарий Стоянов) са подложени на гонения, а опитите им за печатна агитация са пресечени. През август 1882 г. е въведена избирателна реформа: двустепенно гласуване с имуществен и образователен ценз на избирателите. Парламентарните избори, проведени същата есен, са манипулирани в полза на консерваторите. Доминираното от тях III обикновено народно събрание обаче блокира инициативата на Соболев за строеж на железницата София – Дунав от Гинсбург едновременно с линията Вакарел – София – Пирот, договорена с Австро-Унгария. Това води до промяна в политиката на Соболев. В края на февруари и началото на март 1883 г., по повод заточаването на софийския владика Мелетий, той издейства оставката на министъра на външните работи и изповеданията Константин Стоилов и на останалите министри-консерватори, които са заменени с партийно необвързани чиновници. След това Соболев предприема стъпки за сближение с либералите, допускайки те да спечелят мнозинство в общинските съвети на местните избори през април и на допълнителните парламентарни избори през август. Батенберг полага усилия да издейства смяна на Соболев, като посещава руския императорски двор между април и юни същата година, но без успех. На свой ред, Соболев успява да настрои ръководителите на руското външно министерство срещу княза, представяйки го като проводник на австрийското политическо и икономическо влияние в България.

## Край на режима
През август 1883 в България пристига новият руски дипломатически агент Александър Йонин. Опасявайки се, че князът ще се опита да свали Соболев чрез Народното събрание, той настоява следващата сесия на депутатите да се ограничи в ратифициране на железопътната конвенция с Австрия и на споразумението за окупационния дълг към Русия. В същото време, за да привлече либералите, Йонин настоява пред княза да се откаже от пълномощията и да възстанови конституцията. Контрапредложението на Батенберг, отправено чрез пратеника му Константин Стоилов, към Русия да вземе външното министерство, но да се откаже от намеса във вътрешните работи на Княжеството, е оставено без отговор от Петербург.
Обезпокоени от опитите на Йонин и Соболев да диктуват българската политика и от подготовката на Каулбарс за военен преврат, князът и консерваторите се обръщат за подкрепа към Драган Цанков, който също е против властта на руските генерали. На 8 август Цанков и Начович постигат предварително споразумение, което предвижда прекратяване на пълномощния режим след промени в конституцията, изготвени от двупартийна комисия и утвърдени от свободно избран парламент. Споразумението среща отпор от Централното бюро на Либералната партия, което е привлечено от обещанията на Йонин и настоява Соболев да запази министър-председателския пост, за да не се стигне до скъсване на отношенията с Русия. Мнозинството в Третото народно събрание обаче поддържа становището на Цанков. На 4 септември 1883 депутатите от Либералната и Консервативната партия постигат окончателно споразумение. В отговор на общия им апел, три дни по-късно Александър I обявява Търновската конституция за възстановена, като приканва Народното събрание да измени постановките ѝ за законодателната власт. Соболев подава оставка, а на негово място е назначено коалиционно правителство начело с Драган Цанков.
В изпълнение на споразумението между двете партии, в началото на декември 1883 парламентът приема изменения в Търновската конституция, които предвиждат имуществен ценз за избирателите и учредяване на втора законодателна камара след изтичането на три години. В отговор Александър I декларира окончателния си отказ от пълномощията.

## Резултати
Скоро след прекратяването на режима на пълномощията Либералната партия се разцепва окончателно на две формации – ръководената от Драган Цанков, която подкрепя измененията в конституцията, и крилото на Петко Каравелов, което държи за пълното възстановяване на основния закон. Изхабилата авторитета си Консервативна партия на практика престава да функционира и не играе роля в парламентарните избори от май 1884 година, спечелени от непримиримите либерали. Със съставянето на новото Каравелово правителство през юни 1884 конституционните промени са фактически анулирани. Формално това става през 1886 година с решение на Четвъртото обикновено народно събрание.
Вследствие от разрива със Соболев отношенията на княз Александър с цар Александър III остават трайно обтегнати. Пряката намеса на Русия във вътрешнополитическите борби през 1881 – 1883 води до зараждането на русофобска тенденция в Княжеството, чиито представители поддържат княза в конфронтацията му с Петербург. Конфликтът ескалира след Съединението в русофилски преврат, последван от контрапреврат и скъсване на отношенията между България и Русия през 1886.